# Bramois

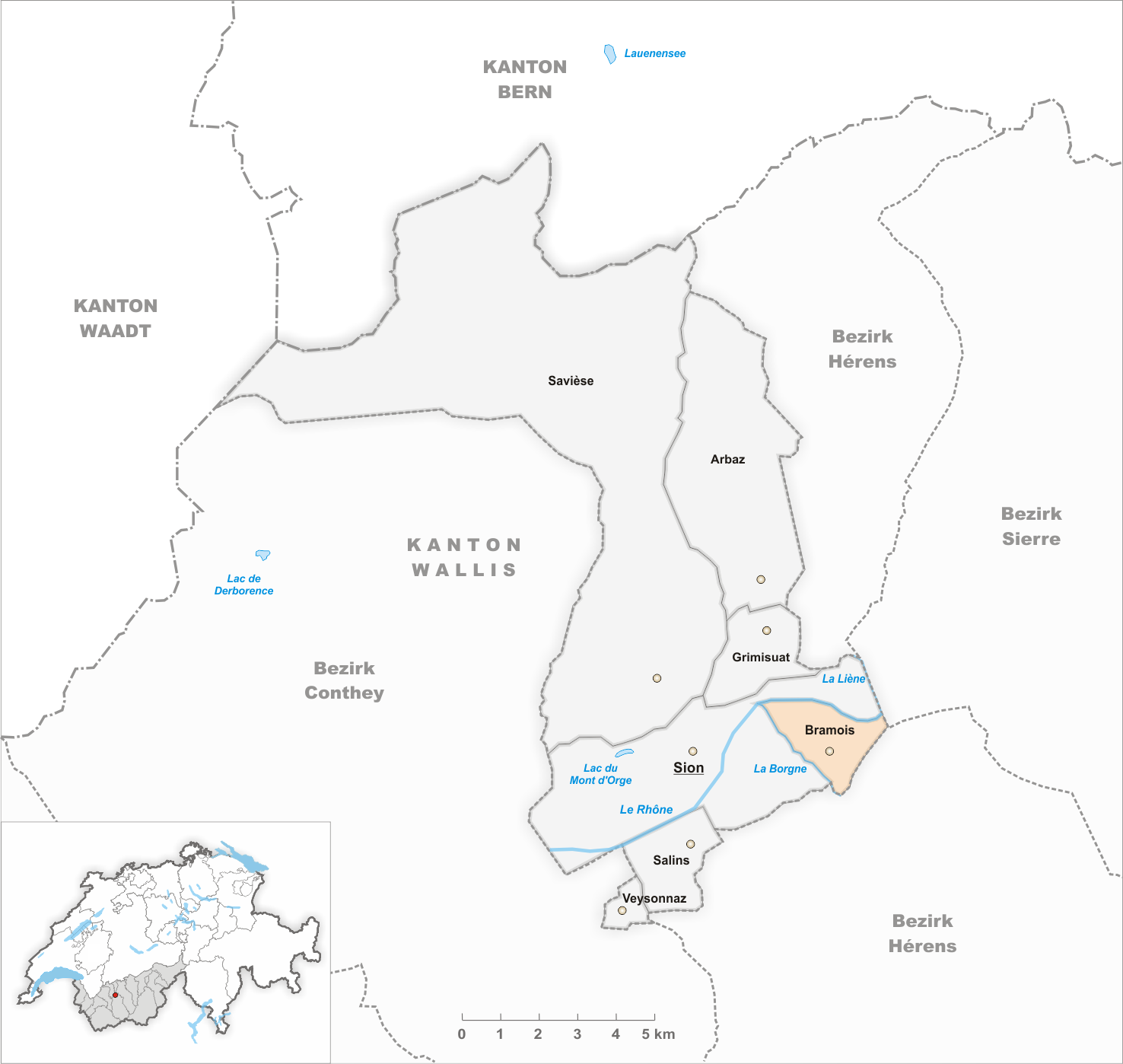
Gemeindestand vor der Fusion am 1. Januar 1968

Bramois (deutsch Brämis) ist eine Pfarrgemeinde im Dekanat Sitten sowie seit 1968 ein Stadtteil der Stadt Sion im Bezirk Sitten des Kantons Wallis. Bis zum 31. Dezember 1967 bildete Bramois eine eigene Gemeinde.
Auf dem Gebiet von Bramois liegt die Einsiedelei Longeborgne.

## Geschichte
Bramois wurde Ende des 8. Jahrhunderts unter dem Namen Bramosium, dt. Brämis, ersterwähnt. Um 1450 hatte es 40–50 Haushalte. Einzelfunde stammen aus der Latènezeit. Um 800 besass die Abtei Saint-Maurice ein Gut Bramois, dessen Erhalt sie auf 515 datierte. In der Folge ging Bramois an das Domkapitel Sitten über, das im 14. Jahrhundert die geistliche und weltliche Gerichtsbarkeit innehatte. Von den Viztumen von Sitten usurpiert, gelangte das Vizedominat Bramois 1569 durch Kauf an die Stadt Sitten; bis 1798 unterstand es einem Kastlan. Eine Dorfgenossenschaft ist erstmals 1302 belegt. Ein Altarraum stammt aus dem späten 5. Jahrhundert. Die Pfarrkirche (Laurentius-Patrozinium) wird ab 1278 erwähnt, dürfte aber um 1000 entstanden sein. 1522 wurde die Einsiedelei Longeborgne gestiftet. Kleingewerbe prägte die Wirtschaft von Bramois: Kalköfen (17. Jh.), Kupfergewinnung (nach 1836), Anthrazitabbau, Hutfabrikation (1872) sowie Tuch- und Bierherstellung (um 1900). 1895 erhielt Bramois ein Elektrizitätswerk.
Das Dorf hat sich in letzter Zeit zum Wohnvorort Sittens entwickelt. Die deutsche Sprache ist im Rückzug begriffen: 1860 sprach man noch in 67 von 104 Haushalten Deutsch, 1900 sprachen 40 % der Einwohner Deutsch, 1960 noch 9 %.

## Bevölkerung
| Bevölkerungsentwicklung Bramois | Bevölkerungsentwicklung Bramois | Bevölkerungsentwicklung Bramois | Bevölkerungsentwicklung Bramois | Bevölkerungsentwicklung Bramois | Bevölkerungsentwicklung Bramois | Bevölkerungsentwicklung Bramois |
| ------------------------------- | ------------------------------- | ------------------------------- | ------------------------------- | ------------------------------- | ------------------------------- | ------------------------------- |
| Jahr                            | 1798                            | 1821                            | 1850                            | 1900                            | 1950                            | 1960                            |
| Einwohner                       | 298                             | 232                             | 381                             | 703                             | 866                             | 859                             |

## Kultur und Sehenswürdigkeiten
- → Hauptartikel: Liste der Kulturgüter in Sitten